# Ostrogotha
Ostrogotha (en gotique : 𐌰𐌿𐍃𐍄𐍂𐌰𐌲𐌿𐍄𐌰, et en latin : Austraguta), dit « le Brillant » (mort après 290), est un roi Goth de la dynastie des Amales régnant au IIIe siècle.
Fils de Hisarna (pt) et père de Hunuil (pt), il aurait été le premier souverain Goth au moment de la crise impériale du IIIe siècle. Il serait entré en guerre contre les Romains dans la région du Danube vers 249–250.
C'est de ce roi que les Ostrogoths tirent probablement leur nom.

## Biographie
Il est mentionné par Jordanès, historien du VIe siècle, dans son livre Histoire des Goths (Getica ou De origine actibusque Getarum) qui est en fait un résumé de l'Historia Gothorum, ouvrage de Cassiodore, aujourd'hui perdu.
Ostrogotha serait vraisemblablement entré en guerre avec le supposé premier roi des Gépides connu, Fastida, après que celui-ci ait vaincu les Burgondes. Ostrogotha aurait refusé de négocier avec lui et aurait franchi le Danube à l'époque de l'empereur Philippe l'Arabe (probablement en 249) pour le combattre alors qu'il s'était allié aux Hasdings. Allié aux Taïfales, Ostrogotha aurait vaincu Fastida et envahi les provinces de Thrace et de Mésie. À la suite de cette expansion territoriale contre, cette fois-ci, l'empereur Dèce qui n'a pu le vaincre, il aurait effectué des raids sur l'Empire Romain.
Pour Jordanès, Ostrogotha continua à régner sur les Goths jusqu'à ce que Cniva lui succède ; il aurait également triomphé des Gépides vers 290.

### Historicité du personnage
Les Amales, dont aurait fait partie Ostrogotha, sont une famille dirigeante des Goths qui détenait la royauté avec les Ostrogoths et qui aurait gouverné tout le royaume gothique sous Ermanaric au IVe siècle. Ce dernier est également le premier Amales historiquement garanti.
Les historiens modernes ont donc douté de l'historicité d'Ostrogotha car il n'était mentionné que chez Jordanès. En outre, la reconstruction de leur arbre généalogique n'est pas vraiment crédible et reste très problématique. En effet, selon Herwig Wolfram, Cassiodore l'a construit afin de mettre à niveau le roi gothique Athalaric (516–534) à travers la fiction d'une descendance prétendument divine. Le nombre de générations, à savoir seize, a servi le même but : elle correspond exactement au nombre des ancêtres de Romulus et Rémus à l'exception d'Enée (voir Liste des rois d'Albe la Longue). Quant à l'étymologie et la signification du nom, elles nous sont inconnues.
Enfin, dans le contexte des incursions d'Ostrogotha dans l'empire romain, la présentation de Jordanès diffère grandement de celle des événements des batailles gothiques par Zosime et de celle de Jean Zonaras, qui ne le mentionnent pas.
Cependant, dans un fragment de texte historique récemment découvert (dans le cadre de la Scythica Vindobonensia du IIIe siècle), qui provient très probablement du travail de l'historien Dexippe, un Goth nommé Ostrogotha est également mentionné (bien que la lecture probable « Ostrogotha », basée sur l'état du texte, n'est pas entièrement sécurisé). Selon ce fragment, et contrairement aux écrits de Jordanès, Ostrogotha était toujours en vie en 250–251 et a joué un rôle dans les batailles contre les Romains, comme l'attaque de Philippopolis de Thrace (Plovdiv). Dans ce contexte, il a agi comme un rival de Cniva, qui a été célébré pour de plus grands succès militaires que ceux qu'Ostrogotha.
Le problème avec Ostrogotha réside donc dans le fait qu'il est mentionné dans les sources à différents moments et dans différents contextes. Herwig Wolfram suppose maintenant, sur la base de la tradition Cassiodore / Jordanès, probablement elle-même basée sur des rapports oraux (voir aussi Ablabius) – que plusieurs personnes étaient mélangées. En conséquence, il faut faire la distinction entre un souverain des Goths vers 250 et celui des ancêtres Amales de Jordanès. Le premier n'était pas un Amales et, contrairement à Cniva, probablement pas non plus un roi de l'armée ; le second n'est qu'un ancêtre mythique. Wolfram va même plus loin en incluant un troisième Ostrogotha, le vainqueur des Gépides vers 290 et qui n'était donc pas lui aussi un Amales.

## Famille

### Mariage et enfants
De son union avec une femme inconnue, il aurait eu :
- Hunuil (pt).